# کیم سام-راک
کیم سام-راک (انگلیسی: Kim Sam-rak؛ زادهٔ ۱۹ ژوئن ۱۹۴۰) بازیکن فوتبال اهل کره جنوبی بود.
از باشگاه‌هایی که در آن بازی کرده‌است می‌توان به باشگاه فوتبال یانگزی اشاره کرد.
وی همچنین در تیم ملی فوتبال کره جنوبی بازی کرده‌است.